# I 13 fantasmi di Scooby-Doo
I 13 fantasmi di Scooby-Doo (The 13 Ghosts of Scooby-Doo) è una serie animata del 1985 prodotta da Hanna-Barbera Productions e basata sui personaggi di Scooby-Doo. In questa serie non sono presenti Fred e Velma mentre vengono aggiunti nuovi personaggi ovvero il ragazzino Flim Flam e lo stregone Vincent. È stato distribuito in home video con il titolo Scooby-Doo! e i 13 fantasmi.
Nel 2019 venne realizzato un film, come continuazione della serie, Scooby-Doo! e la maledizione del tredicesimo fantasma (Scooby-Doo! and the Curse of the 13th Ghost) che presenta il 13° fantasma mai visto prima.

## Trama
(Intro in tutti gli episodi)
Nell'episodio iniziale, la banda viene sbalzata fuori rotta durante un viaggio a Honolulu sull'aereo di Daphne, atterrando invece sull'Himalaya. Mentre si trovano all'interno di un tempio, Scooby e Shaggy vengono indotti con l'inganno da due fantasmi maldestri di nome Weerd e Bogel ad aprire lo scrigno del demonio, un artefatto magico che ospita i 13 fantasmi più terrificanti e potenti che abbiano mai camminato sulla faccia della Terra. Poiché i fantasmi possono essere restituiti al forziere solo da coloro che li hanno originariamente liberati, Scooby e Shaggy, accompagnati da Daphne, Scrappy-Doo e un giovane artista della truffa di nome Flim Flam, intraprendono una ricerca mondiale per riconquistarli prima che causino la devastazione irreversibile del mondo.
Ad assisterli c'è l'amico di Flim Flam, uno stregone di nome Vincent Van Ghoul, che contatta la banda usando la sua sfera di cristallo e spesso impiega la magia e la stregoneria per assisterli. I 13 fantasmi fuggiti, nel frattempo, tentano ciascuno di farla finita con la banda per non essere restituiti al forziere, spesso impiegando Weerd e Bogel come lacchè.
Fred Jones e Velma Dinkley erano entrambi assenti in questa incarnazione. In Scooby-Doo! e la Maledizione del 13° Fantasma, viene rivelato che erano al campo estivo.

## Episodi
| Stagione       | Episodi | Prima TV USA | Prima TV Italia |
| -------------- | ------- | ------------ | --------------- |
| Prima stagione | 13      | 1985         | 2001            |

## Personaggi

### Misteri & Affini
La Misteri & Affini è la squadra protagonista della serie composta da:
- Scoobert "Scooby" Doo: è un alano parlante, fifone e sempre affamato. Il suo migliore amico è Shaggy, e i due vengono "usati" dal resto della gang come esche per far cadere in trappola il mostro del giorno.
- Norville "Shaggy" Rogers: è un ragazzo alto e snello con capelli castani e indossa una maglietta rossa e pantaloni blu. Come il suo partner Scooby, ama mangiare ed è molto fifone.
- Daphne Blake: è una giovane ragazza attraente che si caccia sempre nei guai. Suo padre sponsorizza la gang e le ha regalato il furgoncino. Ha i capelli rossi e la carnagione chiara.
- Scrappy Doo: è un piccolo alano, nipote di Scooby. Al contrario dello zio, Scrappy, è molto coraggioso e tende ad affrontare i mostri alzando i pugni e recitando la frase "Potere ai piccoli!".
- Flim Flam: è un ragazzino di strada che imbroglia la gente con i suoi falsi trucchi di magia per racimolare qualche soldo. Fa compagnia alla gang nella loro caccia ai fantasmi.
- Vincent Van Ghoul: una parodia dell'attore Vincent Price da cui viene doppiato in lingua originale. Un vero mago e stregone con una vasta conoscenza sul soprannaturale. Aiuta i ragazzi a catturare i fantasmi dello scrigno.

### Altri personaggi
- Bogel: fantasma custode dello scrigno del demonio, braccio destro di Weerd. Riesce a condurre la gang allo scrigno e a farglielo aprire e tenta in tutti i modi di ostacolarli nella loro caccia ai fantasmi.
- Weerd: fantasma alto e magro con un cappello, mente del duo Bogel-Weerd. Riesce con un piano ad attirare Shaggy e Scooby per fargli aprire lo scrigno del demonio.
- Mystery Machine: furgoncino iper-tecnologico che accompagna i ragazzi in ogni loro avventura.

### I 13 fantasmi
1. Maldor il malevolo: un mago oscuro, molto ingeneroso e impaziente. Ha la pelle gialla, tuttavia, la sua faccia è completamente nera e mostra solo i suoi occhi, la cui sclera gialla diventa rossa quando usa i suoi poteri. Ha lunghi capelli grigi con due lunghe corna sporgenti simili a quelle di un demone. Indossa una lunga veste viola e nera. È un maestro nella magia nera e ha dimostrato vari incantesimi come trasformare i conigli in draghi, telecinesi e trasformare la vita delle piante in servitori malvagi. I suoi incantesimi più potenti includono la creazione di un sonno quasi irreversibile e la crescita di dimensioni gigantesche;
2. La Regina Morbidia: comandante di un esercito di demoni, audace, arrogante e crudele, ma è anche un po' inconsapevole. E' (presumibilmente) un vampiro, che appare come una bellissima donna di mezza età. Ha i capelli neri con una striscia bianca al centro e indossa un vestito rosso attillato che accentua la sua figura formosa. Le maniche del vestito sono sbrindellate per assomigliare alle ali di un pipistrello;
3. Il Demone Specchio: un demone che infestava il regno dello specchio. Il Demone Specchio è un grande essere demoniaco con la pelle verde, enormi occhi rossi in cavernose orbite nere, una bocca con zanne, una lunga lingua simile a un nastro e grandi orecchie simili a pipistrelli. La lunghezza del suo corpo si allunga mentre allunga la mano fuori dallo specchio. Mentre è contenuto nel suo specchio, può non apparire affatto, oppure può apparire il suo volto, oppure può far risplendere l'intero specchio di energia spettrale. Può risucchiare altri all'interno dello specchio e imprigionarli al suo interno, dove può controllare tutto, Può anche uscire parzialmente nel mondo mortale;
4. Zomba: un demone zombi che imprigionava le sue vittime negli spettacoli televisivi. Arrogante e intimidatoria, ma ha la tendenza a credere qualunque cosa sia detto, rendendola relativamente facile da ingannare. Zomba ha la pelle rossa screziata di macchie arancioni, enormi occhi gialli, una bocca piena di grandi denti e una criniera aggrovigliata di capelli viola. Indossa un vestito rosa sbrindellato. Indossa anche ossa in miniatura come orecchini pendenti. Zomba possiede la capacità di proiettare raggi dai suoi occhi che hanno vari effetti come distruggere oggetti, sbloccare caveau e teletrasportare le sue vittime in un film. Il regno in cui li colloca sembra prendere vita. È anche in grado di teletrasportarsi ovunque desideri;
5. I fantasmi del triangolo delle Bermude: il capitano di una nave fantasma e i suoi passeggeri (non erano ufficialmente considerati parte dei 13 fantasmi). Il Capitano Ferguson, che (pur fingendosi un mortale) è professionale, gentile e affabile. In forma di fantasma, sembra malevolo e spietato, ansioso di sterminare i mortali a bordo della sua nave. Gli altri fantasmi della nave sembrano eseguire i suoi ordini. I fantasmi appaiono come adulti sia dall'equipaggio della nave (in abiti da marinaio) che dai passeggeri (in abiti da sera formali) che sono morti quando la nave è andata perduta. Sono parzialmente trasparenti, a differenza di altri fantasmi incontrati. Possono anche apparire in una forma più decomposta e orribile allo scopo di spaventare i mortali, possono anche fondersi creando un mostro ciclope spaventoso;
6. Nekara: una succube molto attraente e seducente, preferisce usare i servitori per portare a termine i suoi piani, impiegando la forza solo quando la sua vittima è sotto il suo controllo o il tempo è terribile. Aveva l'aspetto di una bella e formosa donna bionda con occhi azzurri e labbra carnose, i suoi capelli erano acconciati in modo da mostrare solo un occhio. Mentre prosciuga il potere di uno stregone, i suoi capelli si trasformano in uno sciame di serpenti. Possiede il potere di attrarre qualsiasi stregone con il suo fascino d'amore, ma questa magia funziona solo durante venerdì 13. Oltre a questo potere, il suo bacio le permette di rubare il potere degli stregoni per se stessa. Può anche evocare gli spiriti dei morti per eseguire i suoi ordini;
7. Marcella: una strega demone. È abbastanza spietata e malvagia da catturare Vincent Van Ghoul da sola. Appare alle sorelle Brewski come nebbia. Tuttavia, può anche assumere una forma più tangibile. In quest'ultima forma, indossa un abito rosso e viola, ha i capelli grigi e neri e un medaglione al collo. Può trasformare tutto il suo corpo in nebbia;
8. Orologiaio: un demone che controllava il flusso del tempo. È tanto ambizioso quanto tirannico, è abrasivo con i suoi subordinati (intimidisce Bogel e Weerd , ancor più degli altri demoni). È molto scortese e ha un debole per la progettazione di morti elaborate per i suoi nemici;
9. Demondo: un demone che potrebbe imprigionare le persone all'interno di libri, giornali e fumetti. Fa un suono risucchio quando parla. È anche conosciuto come scortese, privo di emozioni, minaccioso, odioso, negativo, diligente, ostinato, diabolico, malvagio, birichino, ossessivo, cattivo, determinato e stravagante. È un umanoide verde grande, voluminoso e peloso. Indossa abiti marrone chiaro con entrambi i bordi strappati e la sua camicia senza maniche copre leggermente i pantaloni. Demondo ha il potere di trasportare gli esseri nei fumetti, che ricordano il suo compagno fantasma Zomba. Come Zomba, il regno in cui li colloca sembra prendere vita, insieme a personaggi che hanno acquisito sensibilità. Può inserire demoni comici nei fumetti e li scatenerebbe se ci fosse riuscito. Ha anche una penna piena di inchiostro cosmico che cercherebbe di intrappolare i mortali all'interno di giornali e fumetti mentre lo ha, potrebbe avere il potere di evocare mostri dal giornale e in suo potere potrebbe vivere con il suo esilio spettrale e avere poteri mutaforma minori quando invia se stesso nei fumetti;
10. Rankor: un vampiro spietatamente determinato a raggiungere i suoi obbiettivi. Odia profondamente la luce del sole poiché è un vampiro. Come vampiro possiede i poteri tipici della sua razza, come ad esempio trasformarsi in un pipistrello, ma può anche possedere sia esseri umani che oggetti inanimati, come automobili, aerei e armature, e può parlare attraverso di essi con la sua voce. Lo fa trasformandosi prima in una nuvola di nebbia. Quando ciò accade, il posseduto ha una leggera somiglianza con lui;
11. Il Professor Phantasmo: il capobanda di un circo degli orrori. A differenza degli altri 13 fantasmi, non è minaccioso o enigmatico, a prima vista. In effetti, è di buon umore e pieno di spettacolo, come un tipico direttore di circo. A volte mostra una minaccia oscura e viziosa, suggerendo che il suo comportamento affabile è solo una copertura per mettere alla sprovvista i mortali. Sembrava un normale maschio caucasico; vestito con un frac rosso, un gilet rosso, un ascot di corda, un cappello a cilindro grigio, calzoni grigi, guanti bianchi e stivali da equitazione neri. La sua vera forma è quella di un uomo robusto ma di mezza età. Spogliato dell'illusione, appare come un uomo grottescamente vecchio e contorto. Sembra essere il più debole dei 13 fantasmi quando si tratta di poteri personali. In effetti, i suoi poteri sembrano essere interamente limitati all'Incantata Calliope, che inganna le persone e perpetua l'illusione per il suo Circo. Inoltre, la frusta che possiede ha poteri propri e può essere usata da chiunque, come abbia dimostrato che Flim Flam la usa più volte. Ha anche un talento nel convincere le persone a eseguire i suoi ordini e un esercito virtuale di demoni al suo comando;
12. Zimbulu: un demone leone, molto feroce, arrogante, ingegnoso e determinato a liberare i suoi compagni demoni dallo Scrigno dei Demoni e ad ottenere tutto il potere dell'universo. Non si fermerà davanti a nulla pur di raggiungere questo obiettivo. Zimbulu era così minaccioso e intimidatorio che sia Bogel che Weerd si inginocchiarono e gli baciarono gli zoccoli. Ha un aspetto intimidatorio, essendo un incrocio tra un uomo brutale e un animale selvaggio. È un demone leone antropomorfo con un'imponente corporatura muscolare senza camicia, criniera e barba marroni, corna nere demoniache stereotipate, sopracciglia nere ricurve, una coda marrone con punta di freccia, zanne bianche e artigli delle dita, piedi di capra / satiro con solo due dita nere, occhi minuscoli con sclera verde e fascia perizoma verde; 
13. Asmodeus: l'ultimo dei 13 fantasmi, il più potente di tutti. Un tempo il suo nome era Asamad Van Ghoul, ed era uno stregone e antenato di Vincent Van Ghoul. Divenne noto come Asmodeus, poiché perse il suo corpo mortale e crebbe con potere. Al contrario, è anche possibile che abbia finito per cercare la redenzione seguendo Vincent come suo "angelo custode". Aveva poteri soprannaturali di magia e stregoneria senza paragoni poiché era considerato "il più grande stregone del mondo". Essere corrotto dalla magia oscura rendeva i suoi poteri più pericolosi e quindi lo rendeva molto più letale. A differenza degli altri appare solo nel film Scooby-Doo! e la maledizione del tredicesimo fantasma.

## Doppiaggio

### Personaggi principali
| Personaggio       | Doppiatore Originale | Doppiatore Italiano |
| ----------------- | -------------------- | ------------------- |
| Scooby Doo        | Don Messick          | Roberto Gammino     |
| Shaggy Rogers     | Casey Kasem          | Simone Mori         |
| Daphne Blake      | Heather North        | Rossella Acerbo     |
| Scrappy Doo       | Don Messick          | Fabrizio Manfredi   |
| Flim Flam         | Susan Blu            | Alessio Puccio      |
| Vincent Van Ghoul | Vincent Price        | Sergio Di Stefano   |
| Bogel             | Howard Morris        | Vittorio Stagni     |
| Weerd             | Arte Johnson         | Giorgio Lopez       |

### Altri personaggi
| Personaggio                      | Doppiatore Originale | Doppiatore Italiano   |
| -------------------------------- | -------------------- | --------------------- |
| Borgomastro(ep. 1.1)             | Kenneth Mars         | Sandro Sardone        |
| Ghoulio(ep. 1.1)                 | Hamilton Camp        | Sandro Iovino         |
| Maldor(ep. 1.2)                  | Peter Cullen         | Dario Penne           |
| Morbidia(ep. 1.3)                | Linda Gary           | Maria Pia Di Meo      |
| Byron Befuddle(ep. 1.3)          | ?                    | Sandro Iovino         |
| Spettro dello specchio(ep. 1.4)  | Michael Rye          | Daniele Valenti       |
| Selma(ep. 1.4)                   | Edie McClurg         | Miranda Bonansea      |
| Sandy(ep. 1.4)                   | Peter Cullen         | Fabrizio Manfredi     |
| Zomba(ep. 1.5)                   | Les Tremayne         | Stefanella Marrama    |
| Dr. Frankenstein(ep. 1.5)        | Don Messick          | Massimo De Ambrosis   |
| Capitano Ferguson(ep. 1.6)       | Bob Ridgely          | Sandro Sardone        |
| Nekara(ep. 1.7)                  | Linda Gary           | Serena Verdirosi      |
| Marcella(ep. 1.8)                | Gay Autterson        | Serena Verdirosi      |
| Wanda Brewski(ep. 1.8)           | Gay Autterson        | Maria Grazia Dominici |
| Ernestine Brewski(ep. 1.8)       | Joan Gerber          | Patrizia Salerno      |
| Hilda Brewski(ep. 1.8)           | Russi Taylor         | Stefanella Marrama    |
| Mumsy-Doo(ep. 1.9, 1.12)         | Don Messick          | Miranda Bonansea      |
| Dada Doo(ep. 1.9, 1.12)          | Don Messick          | Bruno Scipioni        |
| Orologiaio(ep. 1.9)              | Robert Ridgley       | Angelo Nicotra        |
| Bernie Gumsher(ep. 1.9)          | ?                    | Massimo De Ambrosis   |
| Astrid(ep. 1.10)                 | Marilyn Lightstone   | Silvia Tognoloni      |
| Demondo(ep. 1.10)                | Michael Rye          | Dario Penne           |
| Platypus Duck(ep. 1.10)          | Howard Morris        | Domitilla D'Amico     |
| Mago Strano(ep. 1.10)            | Don Messick          | Dante Biagioni        |
| Rankor(ep. 1.11)                 | Hamilton Camp        | Nino Prester          |
| Gran Capo Fantasma(ep. 1.11)     | Kenneth Mars         | Sandro Sardone        |
| Ragazzo delle consegne(ep. 1.11) | Arte Johnson         | David Chevalier       |
| Professor Fantazmo(ep. 1.12)     | Alan Oppeheimer      | Alessandro Rossi      |
| Boris Brivido(ep. 1.13)          | John Stephenson      | Luciano De Ambrosis   |
| Tallulah(ep. 1.13)               | Edie McClurg         | Anna Rita Pasanisi    |
| Zimbulu(ep. 1.13)                | Peter Cullen         | Alessandro Rossi      |
| Freddie Cadaver(ep. 1.13)        | John Stephenson      | Antonio Sanna         |